# Jacques-Joseph Schelle
Jacques-Joseph Schelle, né le  14 juin 1747 à Wormhout (Flandre française), et mort le 12 mars 1803 à Dunkerque  (Nord) est un ecclésiastique qui fut évêque constitutionnel du Nord de 1800 à 1801.

## Biographie
Jacques-Joseph Schelle, issu d'une famille de la bourgeoisie flamande, nait à Wormhout. Son père Benoît est bailli de cette ville, et sa mère est Thérèse Neut, elle aussi issue d'une famille de la petite bourgeoisie qui a donné plusieurs échevins. Il fait ses études au séminaire d'Ypres puis devient professeur au collège de Bergues de 1773 à 1790 et pendant 6 mois principal.

Il prête le serment à la Constitution civile du clergé et il est nommé le 5 avril 1791 curé constitutionnel de la paroisse Saint-Eloi de Dunkerque. En 1793 lors de la Terreur il refuse de bruler ses lettres de prêtrise et il est incarcéré dans la citadelle de Lille jusqu'en 1795. 
Le siège du diocèse du Nord étant vacant depuis le transfert de Claude François Marie Primat dans le diocèse du Rhône, il est élu évêque constitutionnel du Nord par 31 voix sur 64 électeurs le 7 août 1800. Il est sacré à Reims le 9 novembre 1800. Il assiste au concile de 1801 à Paris et se démet après le Concordat sans s'être jamais montré à Cambrai. Il redevient curé concordataire de la paroisse de Dunkerque où il continue d'arborer sa crosse et sa mitre jusqu'à ce que l'évêque concordataire de Cambrai Louis Belmas lui en fasse une la défense expresse. Il meurt à Dunkerque le 12 mars 1803. Sa mort brutale est source de discordes. En effet, après avoir démissionné, il reprend la cure de Saint-Eloi de Dunkerque qui était convoitée par l'abbé Macquet, ancien vicaire qui avait émigré à la Révolution. Aussi, lorsque Jacques Schelle disparaît, l'abbé Macquet est accusé de l'avoir empoisonné et est malmené par la population, le jour des obsèques. Pour prouver son innocence, il demanda une autopsie, qui, pratiquée en public, permet de conclure à une mort naturelle. Malgré tout, Macquet refuse la cure de Saint-Eloi qui lui est proposée juste après.